# Jump (мюзикл)
Jump (점프 전용극장) — корейское комедийное театрализованное представление, созданное Кюн Хун Кимом и включающее боевые искусства, акробатику и танцевальные движения. Мюзикл «Jump», который впервые был представлен в 2003 году, впоследствии увеличился до более чем 7 000 представлений, и было продано свыше 3 миллионов билетов. Более 70 % посетителей «Jump» — иностранцы. У компании также есть частный театр в Сеуле, Южная Корея

## Сюжет
По сюжету корейская семья в Сеуле ожидает встречи с женихом дочери. Однако сначала приготовления семьи срываются из-за пьяного дяди, а затем из-за двух грабителей, которые по ошибке решили ограбить дом семьи знатоков боевых искусств. Жених — кроткий молодой человек, но после того, как ему снимают очки, он превращается в силача, тоже владеющего боевыми искусствами.

## Спектакли
«JUMP» — самое известное комическое представление о боевых искусствах в Корее. Продюсерская компания представления – Yegam Productions. Jump длится около ста минут. Помимо выступлений в Южной Корее, Jump была показана на различных площадках и в разных местах по всему миру. Главная страница: www.hijump.co.kr
- 2005 Эдинбургский фестиваль Fringe (где он получил высшую кассовую награду)[1]
- Лондон
- Нью-Йорк
- Бангкок
- Южная Африка
- 2015 Индия (Корейский фестиваль в Дели)
- 2016 Гонконг
- 2016 Япония[2]
- 2016 Индонезия
- 2016 2017 Тайвань[3]
- 2017 Неаполь
- 2017 Мадрид[4][5]
- 2017 Швеция
- 2017 Сингапур

## Актёрский состав
В состав актёрского состава вошли (в Южной Корее): дедушка, отец, мать, дочь, дядя, зять, вор № 1, вор № 2, старик.